# Moed Katán (Talmud)
Moed Katán (en hebreo: מועד קטן) es el undécimo tratado del orden de Moed de la Mishná y el Talmud. Este tratado trata sobre las leyes de los días festivos entre Pésaj y Sucot (ambos festivales duran una semana). Estos días también se conocen como Jol HaMoed. El tratado Moed Katán también habla sobre las leyes del duelo. Consta de solo tres capítulos, tiene una Guemará en el Talmud de Babilónia y en el Talmud de Jerusalén.

## Actividades permitidas enChol HaMoed
La Mishna Berura resume los principios importantes de Moed Katán. En ese libro se enumeran las actividades permitidas en Chol HaMoed:
- Davar HaAved: se puede trabajar para evitar una pérdida (por ejemplo, si un vendedor va a perder una mercancía por dejar de trabajar).

- Tzarchei Moed: solo el trabajo que no requiere cierta habilidad se puede hacer en Chol HaMoed, pero incluso el trabajo que requiere cierta habilidad se puede hacer si es necesario para comer en un día de Moed. Si una persona no tiene nada para comer, entonces se le permite trabajar en Moed.

- Tzarchei Rabim: estas son las actividades que se realizan en beneficio del público que se pueden realizar en Chol HaMoed.

- Maaseh Hediot: este es el trabajo que no requiere cierta habilidad y que se permite hacer en Moed.